# سه گنج
سه گنج (انگلیسی: The Three Treasures) یک فیلم فانتزی مذهبی حماسی ژاپنی محصول ۱۹۵۹ به کارگردانی هیروشی ایناگاکی با جلوه‌های ویژه توسط ایجی تسوبورایا است.